# Lunar Eclipse
『Lunar Eclipse』（ルナー・エクリプス）はアメリカ合衆国のロックバンド、ボン・ジョヴィのキーボーディストデヴィッド・ブライアンが2000年に発売したソロ2枚目のスタジオ・アルバム。

## 概要
前作『オン・ア・フル・ムーン…』と同様のインストゥルメンタルアルバムである。前作と収録曲の大半以上が同じである。前作より「Awakening」「Midnight Voodoo」がカットされ、新たに「Second Chance」「I Can Love」「On a Full Moon」が収録されている。また、前作では「In These Arms」はピアノのみのインストゥルメンタルであったが、本作ではデヴィッドによるボーカルが収録されている。日本では未発売である。

## 曲目
1. Second Chance
2. I Can Love
3. It's a Long Road
4. On a Full Moon
5. April
6. Kissed by an Angel
7. Endless Horizon
8. Lullaby for Two Moons
9. Interlude
10. Room Full of Blues
11. Hear Our Prayer
12. Summer of Dreams
13. Up the River
14. Netherworld Waltz
15. In These Arms (Vocals Version)